# Université de Californie

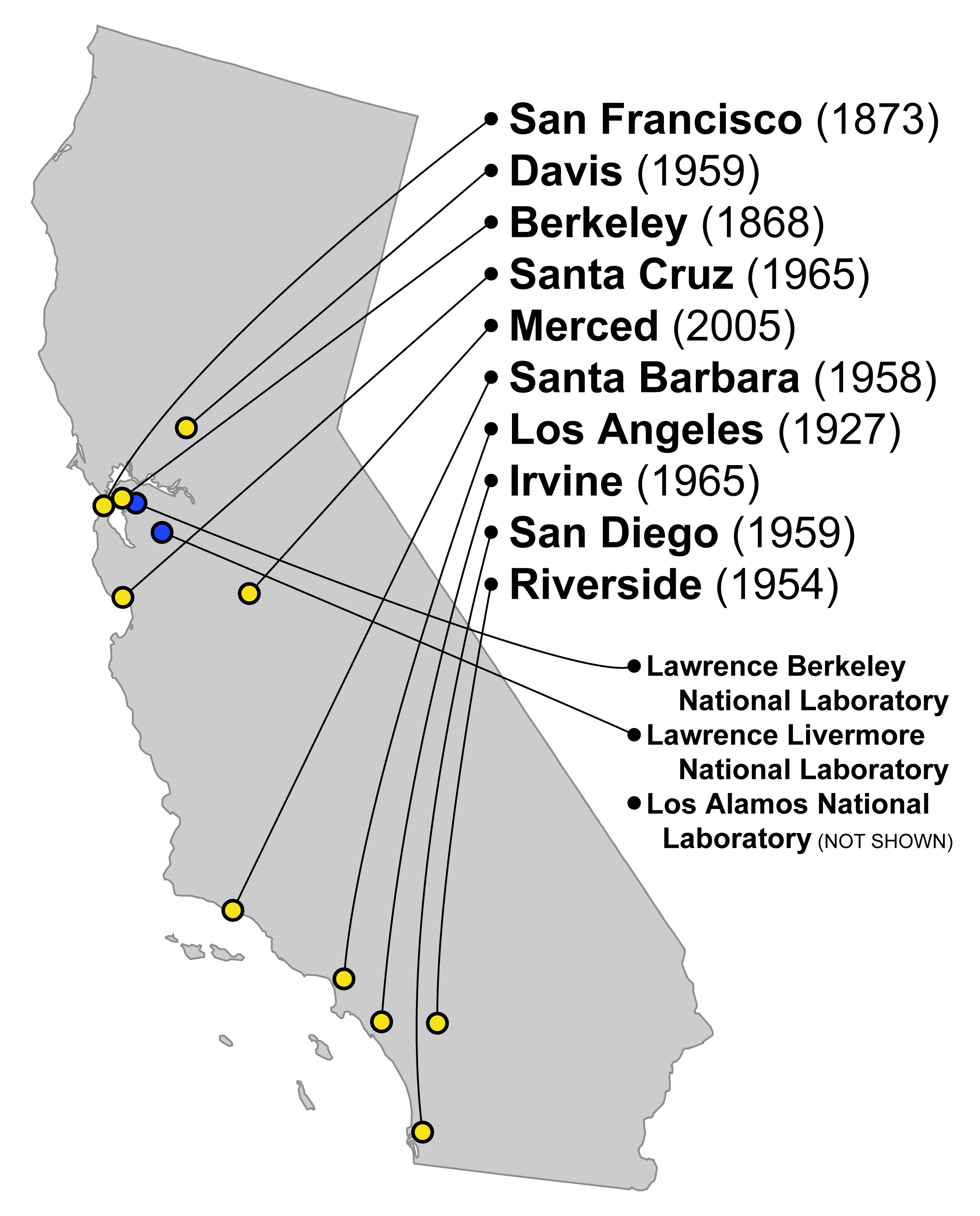
Localisation des campus et des laboratoires nationaux affiliés.

L’université de Californie est une université publique américaine, fondée en 1868, dont le siège administratif se trouve à Berkeley (Californie) et le siège académique se trouve à Goleta, près de Santa Barbara (Californie). L'université comprend dix campus situés dans l'État de Californie. Elle accueille 200 000 étudiants et emploie 150 000 personnes. Le réseau des universités publiques de Californie dispose d'un budget équivalent à celui du CNRS en France. Par son nombre d'élèves et de professeurs, il s'agit de la plus grande institution d'enseignement supérieur aux États-Unis et d’une des plus grandes institutions d’enseignement supérieur au monde. Elle forme 295 000 étudiants en 2023. 

## Historique
Le premier établissement fut fondé par le révérend Henri Durant, sous le nom de Contra Costa Academy, qui n'était qu'un collège privé logé dans une ancienne boîte de fandango, à Oakland. En 1855, il y avait une cinquantaine d'élèves.
Une charte transforma cette école secondaire en « College of California », qui fusionna ultérieurement pour former l'université d'État en 1868, pas encore structurée, pour s'installer sur son site actuel de 65 ha à Berkeley en Californie. Cet ensemble universitaire prit le nom d'un philosophe irlandais, l'évêque George Berkeley.
L'administration Trump, impose en août 2025, une amende, d'un milliard de dollars US, à l'université de Californie, pour les manifestations propalestiniennes de 2024, et de verser un dédommagement au étudiant de confession hébraïque qui se sentirait encensé par s'est prise de position par l'université de Californie.

## Campus
Le site de Berkeley accueille encore aujourd'hui le campus principal. L'université de Californie à Berkeley est reconnue comme l'une des cinq meilleures universités aux États-Unis aux côtés de l'université Harvard, l'université Yale, l'université de Princeton et l'université Stanford. Il s'agit du seul campus autorisé à se prévaloir indifféremment des noms University of California ou Berkeley.
Les neuf autres campus de cette université sont situés à :
- Davis (université de Californie à Davis) ;
- Irvine (université de Californie à Irvine) ;
- Los Angeles (université de Californie à Los Angeles, UCLA) ;
- Merced (université de Californie à Merced) ;
- Riverside (université de Californie à Riverside) ;
- San Diego (université de Californie à San Diego, UCSD) ;
- San Francisco (université de Californie à San Francisco) ;
- Santa Barbara (université de Californie à Santa Barbara) ;
- Santa Cruz (université de Californie à Santa Cruz).

L'université dispose d'un hôpital, le San Francisco Medical Center, classé comme le 7e meilleur hôpital des États-Unis.

## Personnalités liées à l'université
- Jackie Robinson (1919-1972), joueur de baseball de la Ligue majeure de baseball, a commencé sa carrière sportive dans l'équipe des Bruins de l'UCLA de l'université.
- Lynn Compton (1921-2012), officier de la Easy Company, procureur de Los Angeles ayant inculpé l'assassin de Robert F. Kennedy, a porté les couleurs des Bruins en baseball et en football.
- Edith Muriel Carlisle (1922-1987), médecin américaine.
- Lilya Pavlovic-Dear (1947-), peintre, graveuse et photographe américaine.
- Travis Kalanick (1976-), fondateur de la société de partage de fichiers Red Swoosh (en) et de l'application Uber.
- Brad Delson (1977-), guitariste du groupe de rock alternatif américain Linkin Park.
- Karen Seto, géographe américaine.